# Desert Demolition
Desert Demolition es un videojuego para Mega Drive publicado en 1994 en Estados Unidos, y a partir de 1995, en Europa, Brasil y Australia. En el juego, el Coyote y el Correcaminos están compitiendo para ver quien ganará el premio Acme al mejor cliente del año.

## Jugabilidad
A veces El Coyote y el Correcaminos comparten niveles, pero otras veces no. Cada etapa se divide en dos partes. Si el jugador consigue 125 sellos, después de cada misión hay niveles de bonificación donde hacen cameos las estrellas de los Looney Tunes. Ambos personajes pueden saltar y correr más rápido de lo normal al obtener ciertos potenciadores.

## Niveles del Coyote
- Red Rock Rendezvous
- Buttes and Ladders
- Choo Choo Terrain
- Karl´s Bad Caverns
- Granite Gulch
- Acme Factory

## Niveles del Correcaminos
Esencialmente los mismos del Coyote, con las posiciones del personaje a la inversa.